# Leistungsort
Als Leistungsort bezeichnet man im deutschen Zivilrecht den Ort, an dem der Schuldner die Leistungshandlung vorzunehmen hat, die er kraft schuldrechtlicher Verpflichtung erbringen muss. Das Gesetz bezeichnet diesen Ort in § 447, § 644 des Bürgerlichen Gesetzbuchs (BGB) und § 29 der Zivilprozessordnung (ZPO) auch als Erfüllungsort. Der Leistungsort ist zu unterscheiden vom Erfolgsort, der den Ort bezeichnet, an dem der Leistungserfolg eintritt.
Die Bestimmungen über den Leistungsort erfassen auch den Ort der Gegenleistung. Grundsätzlich wird der Ort von Leistung und Gegenleistung eigenständig und unabhängig voneinander bestimmt. So kann beispielsweise im Falle eines Kaufvertrags der Verkäufer die Kaufsache an einem Ort übereignen müssen und der Käufer an einem anderen den Kaufpreis zu zahlen haben.

## Bestimmung des Leistungsortes
Im deutschen Zivilrecht bestimmt § 269 BGB, dass die Leistung an dem Ort zu erfolgen hat, an welchem der Schuldner zur Zeit der Entstehung des Schuldverhältnisses seinen Wohnsitz hatte, wenn ein Ort für die Leistung weder bestimmt noch aus den Umständen, insbesondere aus der Natur des Schuldverhältnisses, zu entnehmen ist. Ist die Verbindlichkeit im Gewerbebetrieb des Schuldners entstanden, so tritt, wenn der Schuldner seine gewerbliche Niederlassung an einem anderen Ort hatte, der Ort der Niederlassung an die Stelle des Wohnsitzes.
Der Ort bezeichnet dabei nicht die genaue Adresse, sondern die politische Gemeinde, in die Leistungshandlung vorgenommen wird. Für Geschäfte innerhalb derselben Gemeinde (sogenannte Platzgeschäfte) wird § 269 BGB allerdings teilweise auch analog angewendet.
Im gesetzlichen Normalfall liegt also der Leistungsort (und der Erfolgsort) beim Schuldner; von ihm ist demnach nur verlangt, die Leistung bei sich zur Abholung bereitzustellen. Man spricht daher von einer Holschuld. Das Gesetz will so den Schuldner schützen.
Für die Vereinbarung des Leistungsorts ist in § 269 Abs. 3 BGB festgelegt, dass aus dem Umstand allein, dass der Schuldner die Kosten der Versendung übernommen hat, nicht zu entnehmen ist, dass der Ort, nach welchem die Versendung zu erfolgen hat, der Leistungsort sein soll. Demnach ist, obwohl der Leistungserfolg beim Gläubiger eintreten soll, die Leistungshandlung beim Schuldner zu bewirken: Leistungsort und Erfolgsort fallen dann auseinander. Man bezeichnet dies als Schickschuld.
Wenn vereinbart ist, dass nicht nur der Leistungserfolg, sondern auch die Leistungshandlung beim Gläubiger stattfinden soll, handelt es sich dagegen um eine Bringschuld.

Was bei der Geldschuld gilt, ist inzwischen umstritten, nachdem zumindest außerhalb von Verbrauchergeschäften eine europarechtliche Regelung besteht. 

## Übersicht über die Schuldarten
Bei der Holschuld liegen also Leistungs- und Erfolgsort beim Schuldner (der Gläubiger muss „abholen“), bei der Bringschuld liegen beide beim Gläubiger (der Schuldner muss „bringen“). Bei der Schickschuld fallen die Orte auseinander – der Schuldner muss nur „losschicken“. Die Geldschuld ist (bei der Gefahrtragung qualifizierte) Schickschuld:
|                                               | Schuldner                | Gläubiger                   |
| Holschuld                                     | Leistungsort, Erfolgsort | —                           |
| Schickschuld                                  | Leistungsort             | Erfolgsort                  |
| Geldschuld                                    | Leistungsort             | „Leistungsort“¹, Erfolgsort |
| Bringschuld                                   | —                        | Leistungsort, Erfolgsort    |
| ¹ zur Verlustgefahr wie Bringschuld behandelt |                          |                             |

## Bedeutung
Materiellrechtlich hat der Leistungsort Bedeutung für die Frage, wann Erfüllung eingetreten ist, wann die Gattungsschuld zur Stückschuld konkretisiert wird, wann der Gläubiger in Annahmeverzug gesetzt wird und wann Schuldnerverzug eintritt.
Prozessual hat der Leistungsort für die örtliche Gerichtszuständigkeit (Gerichtsstand) Bedeutung, § 29 ZPO. Von dorther können sich auch Einschränkungen der Vereinbarung des Leistungsortes ergeben, um missbräuchliche Abreden über den Gerichtsstand zu verhindern.

## Beispiel
Angenommen, es kauft der in Köln wohnende K von V aus Verden ein Auto.
Der Anspruch auf Lieferung des Autos ist eine Holschuld: V muss das Auto nur bereitstellen und den K davon informieren, K muss es selbst in Verden abholen. Leistungs- und Erfolgsort sind dort. Wird das Auto, etwa durch Blitzschlag, zerstört, muss V nicht erneut leisten, denn auch eine Gattungsschuld hätte sich, nachdem er alles seinerseits Erforderliche getan hat, auf die bereitgestellte Sache konkretisiert.
Liefert V nicht, muss ihn K in Verden auf Lieferung verklagen: Dort ist sein allgemeiner Gerichtsstand (§ 12, § 13 ZPO), und dort ist auch der Gerichtsstand des Erfüllungsortes (§ 29 ZPO). Wäre dagegen Bringschuld vereinbart, müsste V nicht nur nach Köln liefern, K könnte ihn auch bequem in Köln verklagen, weil der Gerichtsstand des Erfüllungsortes in Köln wäre.
Umgekehrt gilt: Zwar muss K den Kaufpreis auf seine Gefahr nach Verden bringen; geht das Geld unterwegs verloren, muss er erneut leisten. Trotzdem ist der Leistungsort nicht Verden, denn Geldschulden sind qualifizierte Schickschulden. Erfolgsort wäre zwar Verden, Leistungsort aber Köln. Auf Zahlung muss ihn V daher also in Köln verklagen.
Siehe auch: Versendungskauf